# Idzi Radziszewski
Idzi Benedykt Radziszewski (ur. 1 kwietnia 1871 w Bratoszewicach, zm. 22 lutego 1922 w Lublinie) – duchowny katolicki, filozof religii, rektor Cesarskiej Rzymskokatolickiej Akademii Duchownej w Petersburgu, współzałożyciel i pierwszy rektor Katolickiego Uniwersytetu Lubelskiego.

## Życiorys
Idzi Radziszewski urodził się w Bratoszewicach k. Łodzi 1 kwietnia 1871 roku. Szkołę elementarną ukończył pod kierunkiem własnego ojca – nauczyciela. W latach 1881–1889 uczył się w Gimnazjum Filologicznym (obecnej Małachowiance) w Płocku. Po jego ukończeniu wstąpił do Seminarium Duchownego we Włocławku, gdzie zainteresował się studiami filozoficznymi. W 1893 roku został skierowany na studia do Akademii Duchownej w Petersburgu zakończone w 1897 roku uzyskaniem tytułu magistra z zakresu egzegezy. W 1896 roku otrzymał święcenia kapłańskie z rąk ks. bp Albina Symona – rektora Akademii.
Po kilkumiesięcznej pracy w Kaliszu, od 1898 roku studiował w Uniwersytecie Katolickim w Louvain. W 1900 roku uzyskał doktorat na podstawie rozprawy De ideae religionis genesi in evolutionisimo Darvino-Spenceriano napisanej pod kierunkiem ks. Dezyderego Józefa Merciera. Dużo w tym czasie podróżował, poszerzając swe horyzonty. Najpierw udał się do Anglii. Przez kilka miesięcy pracował w bibliotece British Museum, po czym odwiedzał uniwersytety w Oksfordzie i Cambridge. Potem udał się do Francji i Włoch.
Od 1901 do 1914 roku pracował w Seminarium Duchownym we Włocławku na stanowisku profesora filozofii i pedagogiki. W latach 1901–1905 był jego wicerektorem, a od 1908 do 1911 roku rektorem. W 1909 roku założył miesięcznik pt. Ateneum Kapłańskie poświęcony teologii i filozofii.
Od 1914 do 1918 roku był profesorem filozofii i ostatnim rektorem Cesarskiej Akademii Duchownej Rzymskokatolickiej w Petersburgu.
W lutym 1918 roku został wiceprezesem Komitetu Organizacyjnego przyszłego Katolickiego Uniwersytetu Lubelskiego. W czerwcu 1918 roku Komitet przeniósł się do kraju, a w drugiej połowie tego samego roku Katolicki Uniwersytet Lubelski rozpoczął swoją działalność. Ks. Idzi Radziszewski był jego pierwszym rektorem (do 1922 roku).
Pochowany na cmentarzu przy ul. Lipowej w Lublinie.

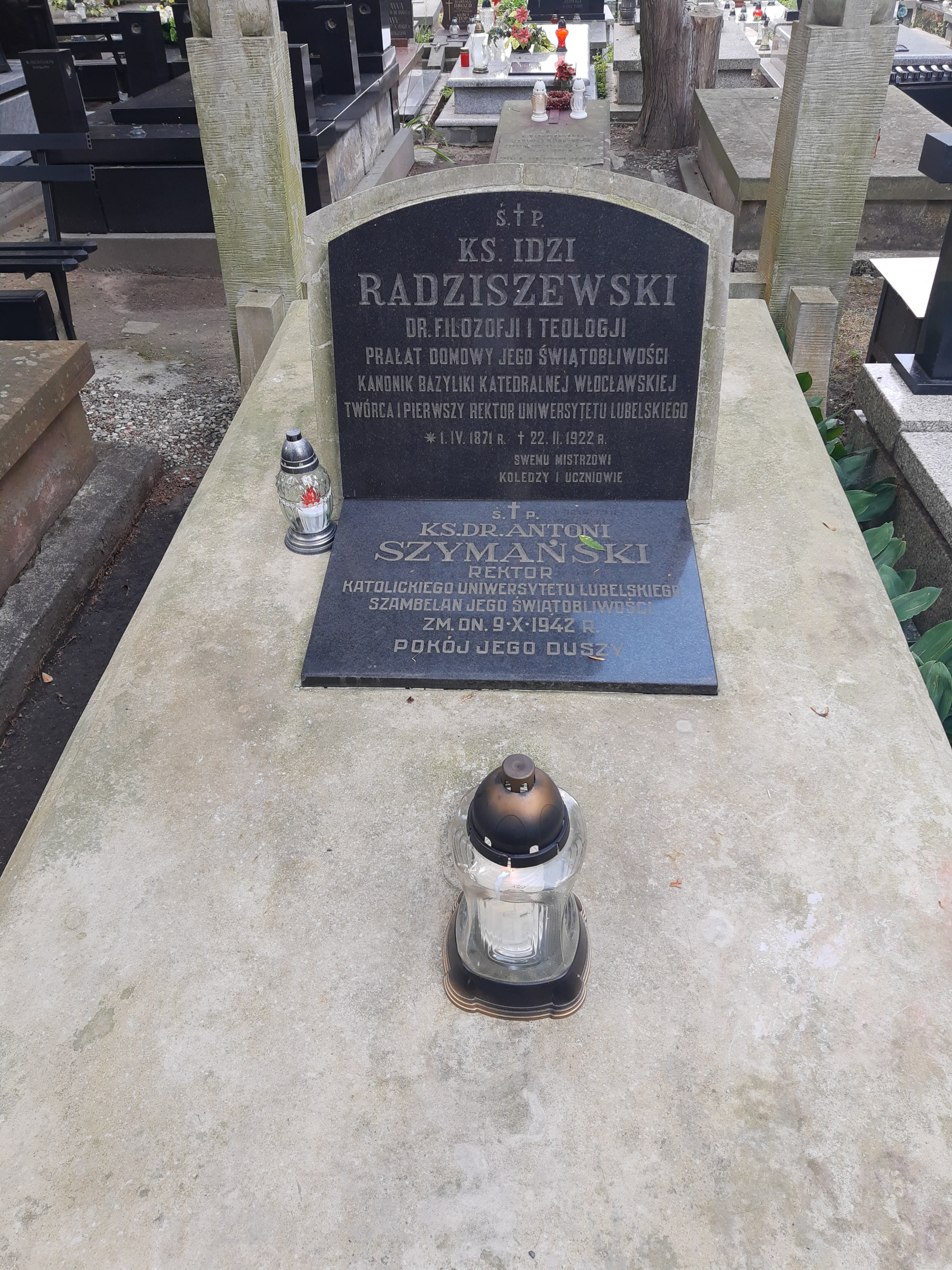
Grób księży Idziego Radziszewskiego i Antoniego Szymańskiego na cmentarzu przy ulicy Lipowej

## Upamiętnienie
W 2016 roku władze Katolickiego Uniwersytetu Lubelskiego Jana Pawła II wystąpiły z inicjatywą budowy pomnika ks. Idziego Radziszewskiego na skwerze abp Józefa Życińskiego w Lublinie. Pomniki odsłonięto 8 grudnia 2018 r. w 100-lecie KUL-u. 8 grudnia 2022 pomnik został zdemontowany, lecz po protestach powrócił na swoje miejsce.
Wizerunek ks. Idziego Radziszewskiego widnieje na rewersie srebrnej monety kolekcjonerskiej o nominale 10 złotych wyemitowanej przez Narodowy Bank Polski w 2019 r. z okazji setnej rocznicy powstania KUL. Jego wizerunek widnieje także na wydanym w 2018 r. z tej samej okazji przez Pocztę Polską znaczku pocztowym projektu Andrzeja Gosika o nominale 2,60 zł i nakładzie 100 tys. sztuk.

## Publikacje
- Geneza religii w świetle nauki i filozofii (wersja cyfrowa)
- Wszechnica Katolicka w Lowanium (Louvain)